# Genealogista
Un genealogista es una persona entendida en genealogías y linajes, y que escribe e investiga acerca de tales materias auxiliares de la historia.

## Organismos genealogistas
Existen diferentes organismos que capacitan, acreditan, certifican a los genealogistas, los más reconocidos son:
- En España:
  - Fundación Cultural Hidalgos de España, que cuenta con una Escuela de Genealogía, Heráldica y Nobiliaria, la más antigua del mundo, pues fue fundada en 1959  (enlace roto disponible en Internet Archive; véase el historial, la primera versión y la última).. 
    - Ofrece el curso de: Diplomado en Genealogía, Heráldica y Nobiliaria.

  - Escuela "Marqués de Avilés" de la Asociación de Diplomados en Genealogía, Heráldica y Nobiliaria,
  - La Universidad Nacional de Educación a Distancia (UNED), ofrece los siguientes cursos:
    - Máster en derecho nobiliario y premial, heráldica y genealogía.
    - Especialista universitario en genealogía.
    - Experto universitario en heráldica, genealogía y nobiliaria.
- En Costa Rica:
  - La Academia Costarricense de Ciencias Genealógicas
- En Perú:
  - El Instituto Peruano de Investigaciones Genealógicas
- En México:
  - La Sociedad Genealógica y de Historia Familiar de México "Genealogía de México"  que ofrece Diploma en Genealogía .
  - Instituto Mexicano para la Certificación de Genealogistas Profesionales "InMexGen"  que ofrece Certificado con validez oficial SEP-Conocer a Genealogístas. .
- En Nicaragua:
  - La Academia Nicaragüense de Ciencias Genealógicas
- En los Estados Unidos de América:
  - Association of Professional Genealogists,
  - National Genealogical Society,
  - Board for Certification of Genealogists, etc.

Los genealogistas pueden organizarse en Sociedades Genealógicas independientes en todo nivel: local, regional, estatal, o por país.
Las más famosas por su trabajo y contribución a la genealogía son: Genealogical Society of Utah , Genealogía de México  e HISPAGEN, Asociación de Genealogía Hispana 